# هاردت (وستروالدکرایس)
هاردت (به آلمانی: Hardt) یک شهر در آلمان است که در وستروالدکرایس واقع شده‌است.